# Caecilia thompsoni
Caecilia thompsoni är en groddjursart som beskrevs av George Albert Boulenger 1902. Caecilia thompsoni ingår i släktet Caecilia och familjen Caeciliidae. IUCN kategoriserar arten globalt som otillräckligt studerad. Inga underarter finns listade.